# سیسترافوس
سیسترافوس (به لاتین: Systrafoss) یک آبشار در ایسلند است که در South of Iceland واقع شده‌است.